# Resolution 1912 des UN-Sicherheitsrates
Die Resolution 1912 des UN-Sicherheitsrates ist eine Resolution der Vereinten Nationen vom 26. Februar 2010. In ihr wurde die Integrierte Mission der Vereinten Nationen in Timor-Leste (UNMIT) um ein Jahr bis zum 26. Februar 2011 verlängert, gleichzeitig wurden die Resolutionen 1599 (2005), 1677 (2006), 1690 (2006), 1703 (2006), 1704 (2006), 1745 (2007), 1802 (2008) und 1867 (2009) erneut bestätigt. Zusätzlich wurde ein Bericht des Generalsekretärs Ban Ki-moon hierzu zur Kenntnis genommen.

## Hintergrund
Nach der indonesischen Besatzung von 1975 bis 1999 stand Osttimor zunächst unter UN-Verwaltung. Nach der Entlassung des Landes in die Unabhängigkeit 2002 blieb die UN-Mission zur Unterstützung. Sie sollte ursprünglich 2006 beendet werden, doch im Frühjahr 2006 brachen Unruhen aus, weswegen das UN-Engagement letztlich bis zum 31. Dezember 2012 lief.